# Zirana Zateli
Zirana Zateli (en griego: Ζυράννα Ζατέλη) es una novelista griega (nació en Soho, Tesalónica en el año 1951) y vivió allí hasta 1969 cuando terminó la escuela secundaria.

## Biografía
El año 1973, después de un viaje a diferentes países extranjeros se trasladó a Atenas.
Asistió a una escuela de teatro 1976-1979 y los terminó en teatro y trabajó como actriz en el teatro.  A partir de entonces que ha empezado a escribir novelas. y luego trabajó como actriz y productora de radio, antes de convertirse en escritora de tiempo completo. Sus dos novelas fueron galardonadas con el Premio Nacional del Libro de Literatura 1994 y 2002 y están traducidas a varios idiomas europeos.  Aparece en primer plano en 1984 con su "Fardía persa", su primer libro de cuentos.  Dos años más tarde, hay una segunda colección de historias cortas titulada "En el desierto con gracia". En 1993 se estableció con la novela "And With The Wolf Return", que se otorga el próximo año con el Premio Estatal de Novela. Con el título "La muerte llegó la última vez", publica en 2001 la primera parte de la trilogía "Con el extraño nombre de Eantbus Ramanthis".  El libro marca inmediatamente un gran éxito y después de un año recibe el Premio Estatal de Ficción. Luego, en 2005, la novela "My Air" siguió en 2006 la narrativa "Las varillas mágicas de mi hermano", con motivo de este último, la exposición del tallado en madera de Christos Karakolis en el Museo Benaki. En 2009 lanzó su novela "La pasión miles de veces", mientras que en 2010 fue honrada con el Premio Novel de la Fundación Petros Haris de la Academia de Atenas por todo su trabajo.  Su novela "And With The Wolf Returns" traducida en alemán, holandés, lituano, italiano y francés.  Sus cuentos han sido traducidos y publicados en antologías y revistas literarias en inglés, francés, alemán e italiano.  Desde 1981 vive entre Atenas en Francia y Portugal.  Sus libros se han traducido y distribuido en Francia, Alemania, Italia, los Países Bajos, Serbia y Lituania.

## Obras

### Novelas
- Και με το φως του λύκου επανέρχονται (Con la luz del Lobo, regresan), 1993
- Underε το παράξενο όνομα Ραμάνθις Ερέβους, Ο θάνατος ήρθε τελευταίος (Bajo el extraño nombre de Ramanthis Erevous: La muerte fue la última), 2001
- Underε το παράξενο όνομα Ραμάνθις Ερέβους, Το πάθος χιλιάδες φορές (Bajo el extraño nombre de Ramanthis Erevous: Pasión miles de veces), 2009

### Ficción corta
- Περσινή αρραβωνιαστικιά (novia del año pasado), 1984
- Στην ερημιά με χάρι (Graceful in the desierto), 1986

### No ficción
- O δικός της αέρας , 2005
- Μι μαγικές βέργες του αδελφού μου, 2006